# القوات البرية البلجيكية
القوات البرية الملكية البلجيكية (بالفرنسية: Composante terre)‏ (بالهولندية: Landcomponent) هي القوات البرية التابعة للقوات المسلحة الملكية البلجيكية. ويقدر تعداها بزهاء 24 الف جندي نظامي و10000 مدني وهو إحدى الجيوش المنضوية ضمن حلف الناتو.
يتم سرد صفوف قيد الاستخدام من قبل الجيش البلجيكي في الرتب العسكرية البلجيكية.

## التنظيم 1870
وفقا لقانون 16 أغسطس 1873، على الجيش أن تتكون من: [بحاجة لمصدر]

### المشاة
- 14 أفواج من المشاة من الخط (3 كتائب بالموقع، 1 غير نشطة وشركة مستودع 1 في كل فوج)
- 3 أفواج دي صالون نادي à بييه (نفسه)
- 1 فوج من الغرناد
- 1 فوج دي حامل بندقية ق (4 كتائب بالموقع، 2 كتائب غير نشطة و1 مستودع الشركة)
- 2 سرايا المستقرة
- 1 السلك دي الانضباط
- 1 مدرسة د 'دي فرقة منظمة أطفال

تم تقسيم كل كتيبة من 864 رجلا في أربع شركات من 216 رجل.

### سلاح الفرسان
- 4 أفواج لانسر ق (4 أسراب نشطة واحدة في كل فوج تعزيز)
- 2 أفواج من الأدلة (كما سبق)
- 2 أفواج صالون نادي الحصان (كما سبق)

حصانا سرب من حوالي

### المدفعية
- 4 أفواج المدفعية (10 بطاريات في كل فوج)
- أفواج مدفعية 3 من مدفعية القلعة أو الحصار (16 بطاريات، 1 و1 مستودع البطارية بطارية احتياطية في كل فوج)
- 1 شركة pontonnier
- 1 شركة ألعاب نارية ق
- تاجر السلاح الشركة 1
- الشركة 1 مدفعية العمال

البطارية على 6 بنادق

### مهندسون وقطار
- 1 فوج مهندس (3 كتائب بالموقع مستودع واحد كتيبة)
- 1 COMPAGNIE دي جيمن دي فر
- 1 COMPAGNIE دي برقية ق دي حملة
- 1 COMPAGNIE دي دي مكان برقية
- 1 COMPAGNIE دي دي مكان عوامة
- 1 COMPAGNIE كوت العمال
- 7 سرايا دي القطار

## الحرب العالمية الأولى
قد أذن A إعادة التنظيم الرئيسية للجيش من قبل الحكومة في عام 1912، الذي ينص على الجيش مجموعه 350،000 الرجال - 150،000 في القوات الميدانية، 130،000 في الحاميات القلعة و70،000 الاحتياطيات والمساعدين. ومع ذلك، كان عملية إعادة التنظيم هذه في أي مكان بالقرب كاملة - كان من المقرر الانتهاء منه بحلول 1926 - ويمكن تعبئة فقط 117،000 الرجال للقوات الميدانية، مع الفروع الأخرى قاصرة على حد سواء.
وكان قائد العام للقوات المسلحة الملك ألبرت الأول، مع اللفتنانت جنرال شوفالييه دي دي سادلرز Moranville رئيسا لهيئة الأركان العامة.
- 1 القسم (اللفتنانت جنرال Baix) - حول غنت.
- شعبة 2 (اللفتنانت جنرال Dassin) - أنتويرب.
- 3 شعبة (اللفتنانت جنرال ليمان) - حول لييج.
- شعبة 4 (اللفتنانت جنرال ميشال) - نامور وشارلروا.
- قسم 5 (اللفتنانت جنرال Ruwet) - حول مونس.
- قسم 6 (اللفتنانت جنرال ألبرت فان Lantonnois رود) - بروكسل.
- فرقة الفرسان (اللفتنانت جنرال دي ويت) - بروكسل.

وبالإضافة إلى ذلك، كان هناك حاميات في انتويرب، لييج ونامور، كل وضعت تحت قيادة قائد الشعب المحلية.
كل شعبة الواردة ثلاثة ألوية مختلطة (من أفواج المشاة اثنين وفوج المدفعية) وفوج سلاح الفرسان، وواحدة فوج المدفعية، وكذلك وحدات الدعم المختلفة. كل فوج المشاة الواردة ثلاث كتائب، واحدة في كل لواء فوج جود شركة رشاشة ست بنادق. كان لفوج المدفعية ثلاث بطاريات من أربعة بنادق.
قوة الاسمية للتقسيم تختلف من 25500 إلى 32000 من جميع الرتب، بعدد إجمالي من كتائب المشاة الثامنة عشرة، فوج سلاح الفرسان، 18 الرشاشات، ومدافع 48. كان شعبتين (2nd و6) كل من فوج المدفعية إضافية، ليصبح المجموع ستين البنادق.
كان فرقة الفرسان لواءين من فوجين كل، ثلاثة الحصان المدفعية بطاريات، وكتيبة الدراج، جنبا إلى جنب مع وحدات الدعم، بل كان قوة مجموعه 4500 من جميع الرتب مع 12 بنادق، وكان - في الواقع - قليلا أكثر من لواء المسلحة.
الجيش البلجيكي قاوم بعناد خلال الأيام الأولى من الحرب، مع الجيش - حول عشر حجم الجيش ألمانيا - يعطل الهجوم الألماني لمدة شهر تقريبا، مما يتيح لهم فرنسي والبريطانية حلفاء الوقت لتقوية مارن المضاد في وقت لاحق في السنة [بحاجة لمصدر]

## الحرب العالمية الثانية
- انظر المقال: معركة بلجيكا
- انظر المقال: الجيش البلجيكي 1940
- انظر المقال: معركة فرنسا

وقد تم تنظيم الجيش البلجيكي على النحو التالي في عام 1940. وملك بلجيكا كان القائد العام. كان هناك 100،000 أفراد الخدمة الفعلية مع الجيش قوة تصل إلى 550،000 عندما تعبئتها. هناك خمسة فرق بينهم ثلاثة فيالق الجيش النشطة (المشاة)؛ بروكسل، انتويرب، وفيما بعد لييج ويلي:
فيلق I مع 1، 4، 7 فرق مشاة و، فيلق الثاني مع 6 فرق مشاة، 11TH، و14th، فيلق الثالث مع Ardennais صالون نادي 1st وفي فرق مشاة 2nd و3rd، فيلق الرابع مع 9 ، 15، و18th 18 فرق مشاة، وفيلق الخامس والسادس مع ثلاث فرق لكل منهما. consisted الجيش فيلق فيلق من الموظفين، واثنين من مشاة احتياطي نشطة والعديد من الأقسام، فوج سلاح المدفعية من 4 كتائب من بطاريتين مع قطع المدفعية 16 في كتيبة، وفوج الرواد.
كان فرق مشاة على موظفي الشعبة وأفواج المشاة الثلاث كل من 3،000 رجل. كان كل فوج الرشاشات الخفيفة 108، 52 رشاشات ثقيلة، وتسعة مدافع الهاون الثقيلة أو مدافع هاوتزر بندقية المشاة، والمدافع المضادة للدبابات الستة.
كان هناك أيضا سلاح الفرسان من قسمين.
في القوات البلجيكية مجانا التي تشكلت في بريطانيا العظمى أثناء احتلال بلجيكا بين 1940-1945، كان هناك تشكيل قوة الأرض، و1 واء المشاة البلجيكي. وأثيرت إضافية ثلاثة أقسام وتدريب في أيرلندا الشمالية، ولكن الحرب انتهت قبل أن يتمكنوا من رؤية العمل. إلا أنها انضمت إلى قوات الاحتلال البلجيكية الأولي في ألمانيا بدلا من ذلك، I سلاح البلجيكي، الذي انتقل إلى مقر فيلق Luedenscheid في أكتوبر تشرين الأول عام 1946. (Isby وKamps، 1985، 59)
خلال الحرب الباردة، شريطة بلجيكا I البلجيكية فيالق (HQ Haelen Kaserne، Junkersdorf، Lindenthal (كولونيا))، وتتألف في 1980s شعبة 1 واليا 16 شعبة (HQ Nehiem، FRG)، إلى الناتو 'ق الحلفاء قوات أوروبا الوسطى للدفاع عن ألمانيا الغربية. كانت هناك أيضا اثنين من كتائب الاحتياط (10 لواء اليا، Zonhoven، وكتائب 12TH موتوريسيد، لييج)، أكبر قليلا من الألوية الأربعة النشطة، والتي يمكن أن تعمل بشكل مستقل عند الضرورة. قوات الداخلية تتألف من فوج المغاوير شبه، و31-39 المستقلة كادر الشركات شبه فدائية، وثلاثة الدفاع الوطني كتائب المشاة الخفيفة (5 الفصل، سي 3، سي و4) وتسعة أفواج المحافظات مع اثنين وخمس كتائب مشاة خفيفة لكل منهما. (Isby وKamps، 1985، 64، 72)
بعد انتهاء الحرب الباردة، تم تخفيض القوات. التخطيط الأولي في عام 1991 دعا إلى السلك بقيادة البلجيكي مع 2 أو 4 كتائب البلجيكي، لواء الألمانية، وربما لواء الولايات المتحدة. أصبح ومع ذلك، بحلول عام 1992 هذه الخطة كان يبحث المحتمل في عام 1993 وشعبة واحدة البلجيكي مع اثنين من كتائب جزء من الفيلق الأوروبي.

## هيكل
ويتم تنظيم مكون الأرض باستخدام مفهوم القدرات، حيث يتم جمع الوحدات معا وفقا لوظيفتها والمادية. في هذا الإطار، وهناك خمسة القدرات: قدرة القيادة، والقدرة القتالية، والقدرة على الدعم، والقدرة على تقديم الخدمات والقدرة التدريبية.
الجماعات الأمر قدرة المستويات التالية من الأمر: COMOPSLAND (قيادة عمليات مكون أرض)، اللواء متوسطة في Leopoldsburg (تشكلت من 1 لواء اليا في عام 2011) وضوء لواء (سابقا اللواء اليا 7) في مارتش-EN-فامين.
القدرة القتالية تضم وحدات القتال الرئيسية لمكون الأراضي. وهي تتألف من اثنين شبه المغوار كتائب، ومجموعة من القوات الخاصة وخمس كتائب مشاة. كتائب المشاة هي فوج التحرير - 5 من الخط، وفوج الأمير بودوان Carabiniers - الغرناد، وفوج من بنادق آردن، وفوج 12th من ليوبولد أمير الخط - 13th من الخط و1st/3rd رماح فوج.
قدرة الدعم، كما يوحي اسمها، الذراع بدعم من الأراضي وتضم المكونات 1 وحدات الاستطلاع، وحدة لتحليل المعلومات، التعاون المدني والعسكري والتشغيلية وحدة الاتصالات (المعروف باسم مجموعة العمليات أو معلومات استطلاع تابعة ل17، التي يوجد مقرها في Heverlee)، وحدة واحدة المدفعية وكتائب مهندس اثنين. وحدة استطلاع هو دي Bataillon صالون نادي فيرآشفال. وحدة المدفعية هو مدفعية الميدان 2 فوج. مهندس الكتائب هي 4 وكتيبة المهندسين 11TH.
والقدرة على تقديم الخدمات تشمل الاتصالات ونظم المعلومات (CIS) مجموعات، ثلاث كتائب اللوجستية، مجموعة الشرطة العسكرية والمفرزة العسكرية قصر الأمة، والتخلص من الذخائر المتفجرة المعروفة باسم (DOVO في الهولندية وسيدي في الفرنسية، ومجموعة مراقبة الحركة ومراكز التدريب والمعسكرات والمجموعات الثلاث هي رابطة الدول المستقلة: إن CIS 4، ومجموعة 6 CIS ومجموعة CIS 10 وكتائب اللوجستية هي: في 4، و18 و29 البلجيكي مجموعة الشرطة العسكرية (جروب الشرطة الحربية / GROEP الحربية Politie - سباق الجائزة الكبرى MP) هو قوة مشتركة مكونة من حوالي 200 فرد المخصصة لخمسة فصائل تقع في جميع أنحاء البلاد. يقع الفريق الشرطة العسكرية في ثكنة الموظفين الملكة اليزابيث في ضاحية بروكسل Evere. مفرزة ألفا تقع في Evere يغطي محافظة الفلمنكية برابنت والعاصمة، بروكسل مفرزة برافو. يغطي الون برابنت، هايناوت ونامور المناطق ويقع في نيفيل مفرزة تشارلي تقع في مارتش-EN-فامين الأغطية. ولييج ولوكسمبورغ مناطق دلتا مفرزة يغطي ليمبورغ. وأنتويرب المناطق ويقع في Leopoldsburg مفرزة صدى تقع في أغطية Lombardsijde الغربية وفلاندرز الشرقية.
القدرة التدريبية تضم أربعة أقسام: قسم التدريب والمشاة في آرلون، وإدارة التدريب درع الفرسان، في Leopoldsburg، والمدفعية إدارة التدريب في Brasschaat ونامور نامور.
بعض أفواج في العنصر البري، مثل فوج 12th من ليوبولد أمير الخط - 13th من الخط، لها أسماء تتكون من عناصر متعددة. هذا هو نتيجة لسلسلة من حالات اندماج التي وقعت على مر السنين. تم إنشاء 13th من الخط في عام 1993 نتيجة لاندماج فوج 12th من ليوبولد أمير الخط وفوج 13th من الخط - فوج 12th من الأمير ليوبولد الخط.

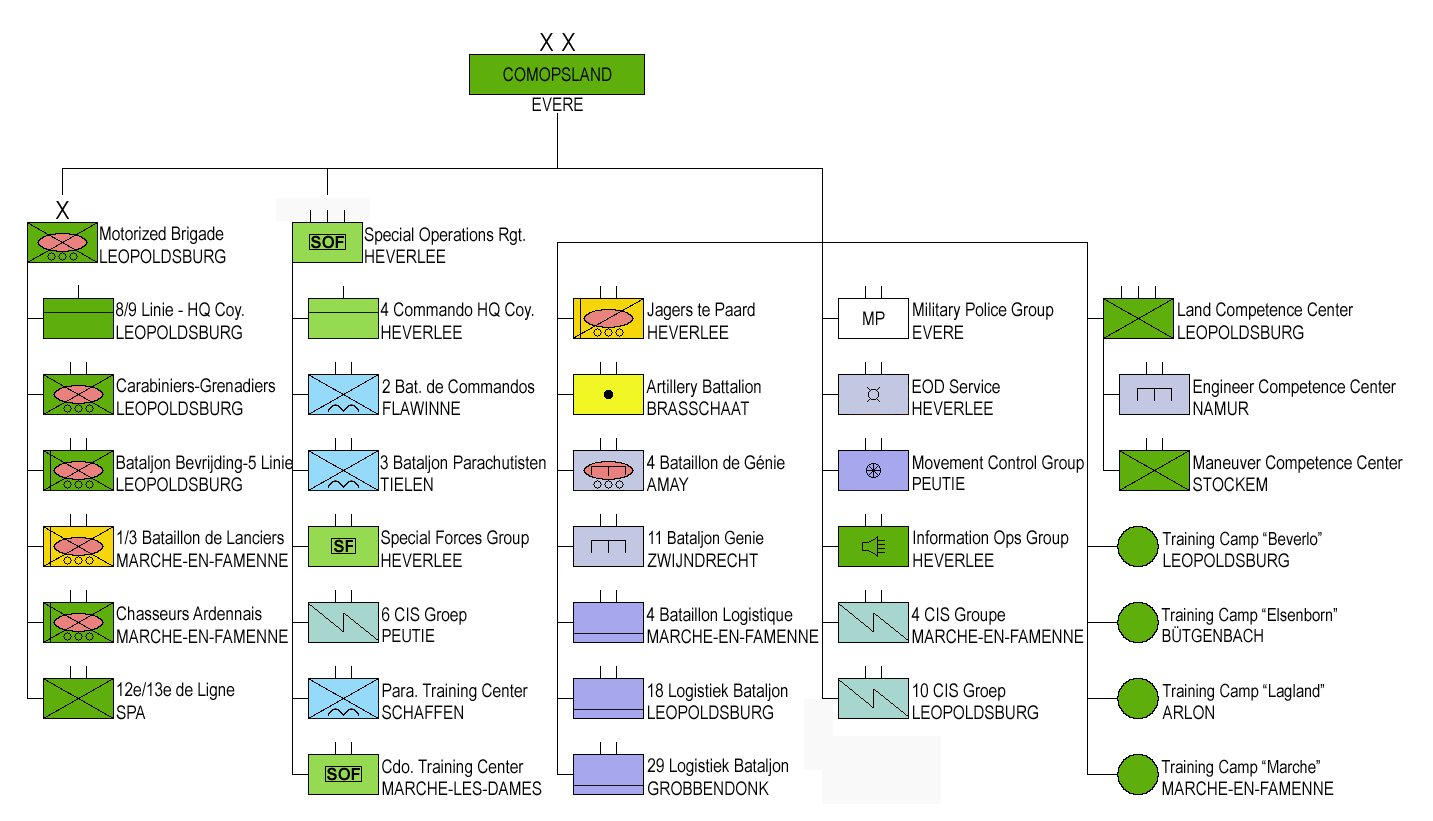
هيكل القوات البرية البلجيكية

هناك نوعان من كتائب وتنظيمها على النحو التالي:
| اللواء متوسطة                                           | ضوء لواء                                                  |
| HQ شركة "4 RGT المغوار"                                 |                                                           |
| المشاة الميكانيكية. RGT. "1/3 Lanciers"                 | ضوء المشاة. RGT. "12 من Ligne الأمير ليوبولد من Ligne-13" |
| المشاة الميكانيكية. RGT. "صالون نادي Ardennais"         | الكتيبة 2                                                 |
| الميكانيكية. INF. RGT. "برينس Carabiniers زندن-الغرناد" | 3 المظليين الكتيبة                                        |
| المشاة الميكانيكية. RGT. "Bevrijding-5 Linie"           | مجموعة من القوات الخاصة                                   |

## معدات

### الأسلحة

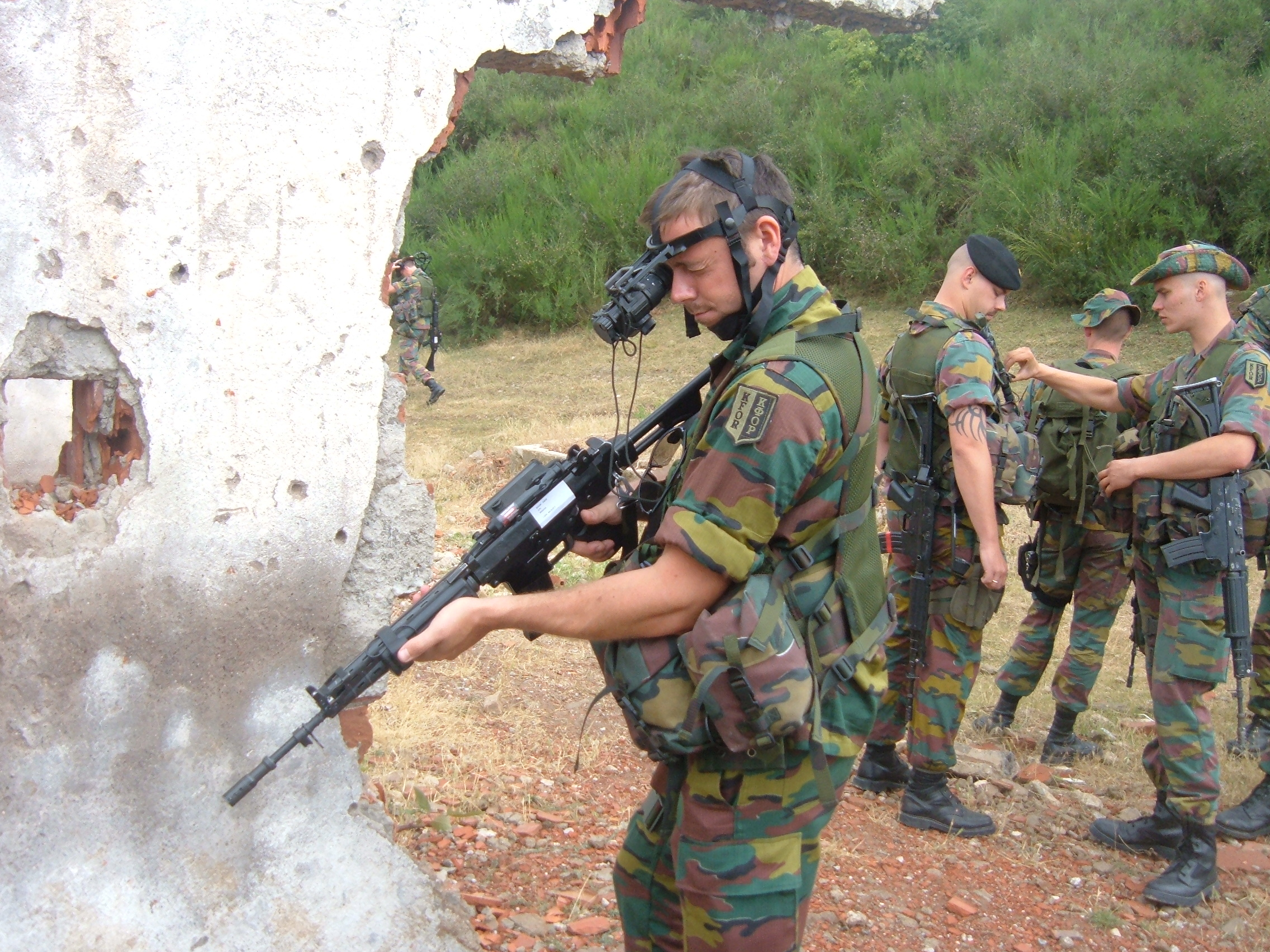
البلجيكي مع جنود FN FNC بنادق هجومية

- بلجيكا FN خمسة وسبعة - 5.7 ملم مسدس (الطيارين والقوات الخاصة).
- بلجيكا إف إن بي 90 - 5.7 مم مدفع رشاش. (الشخصية الدفاع السلاح المستخدم من قبل القوات المختارة، بما في ذلك القوات الخاصة).
- بلجيكا فن فنك - 5.56 ملم بندقية. (معيار بندقية الخدمة).
- بلجيكا إف إن إف 2000 - 5.56 ملم بندقية. (تستخدم من قبل القوات الخاصة، وغيرها بكميات محدودة لخدمة جنبا إلى جنب مع فن فنك).
- المملكة المتحدة دقة الدولية الحرب في القطب الشمالي. - 7،62 مم بندقية قنص.
- بلجيكا إف إن مينيمي - 5.56 ملم مدفع رشاش خفيف.
- بلجيكا إف إن ماج - 7.62 ملم آلة للأغراض العامة بندقية.
- الولايات المتحدة M2HB - 12.7 مم مدفع رشاش ثقيل.
- الولايات المتحدة M72 القانون - 66 مم المضادة للدبابات الصواريخ.
- بلجيكا Mecar M72 سعادة يدوية - تجزئة قنبلة يدوية
- بلجيكا M18 يدوية - الملونة قنبلة يدوية الدخان.
- بلجيكا قنبلة M93BG Mecar - قنبلة بندقية ل فن فنك.
- ألمانيا حفلة - قاذفة اللهب الصغيرة / جهاز الحارقة.
- فرنسا /  ألمانيا الصاروخ ميلان - الموجهة المضادة للدبابات الصواريخ.
- فرنسا MISTRAL - الأشعة تحت الحمراء سطح جو من طراز الصاروخ.
- فرنسا LG1 مارك الثاني - 105 ملم هاوتزر مقطورة (14).
- فرنسا 120 RT مورتر - 120 قذيفة هاون من عيار.
- الولايات المتحدة M1 مورتر - 81 قذيفة هاون من عيار.
- الولايات المتحدة M19 مورتر - 60 قذيفة هاون من عيار.
- الولايات المتحدة M6A2 الألغام - الألغام المضادة للدبابات.

### مركبات
الجيش البلجيكي يخضع حاليا لإعادة المعدات الرئيسية من البرنامج معظم عرباتها. والهدف من ذلك هو التخلص التدريجي من جميع السيارات تتبع لصالح المركبات ذات العجلات. في عام 2010 تم نقل كافة 1 دبابة ليوبارد إلى لبنان، باستثناء 40 وحدة التي لم يتم بيعها حتى الآن، تم استبدال وحدات دبابات من بيرانهاس Mowag 24 مسلحا بمسدس ضربات 90mm مضادة للدبابات. اعتبارا من عام 2011 فقط M113s البقاء في الخدمة، ولكن سيكون من المقرر أن أخرجت من الخدمة بحلول عام 2011. فإن التحول الشامل يكتمل بحلول عام 2012.

#### مركبات القتال المدرعة
| Model       | Image | Type                           | Number | Dates | Builder               | Details |
| ----------- | ----- | ------------------------------ | ------ | ----- | --------------------- | --- |
| مواغ بيرانا |       | 8 × 8 Wheeled مركبة قتال مدرعة | 242    | N/A   | جنرال ديناميكس        | replacing the ليوبارد 1 main battle tank and the مركبة مشاة قتالية مدرعة tracked infantry fighting vehicles |
| Pandur      |       | 6 × 6 Wheeled مركبة قتال مدرعة | 60     | N/A   | جنرال ديناميكس النمسا | replacing the مركبة مشاة قتالية مدرعة and إم-113 tracked infantry fighting vehicles                         |

#### سيارات البلدية
| Model                                 | Image | Type                                       | Number | Dates | Builder                          | Details                                                         |
| ------------------------------------- | ----- | ------------------------------------------ | ------ | ----- | -------------------------------- | --------------------------------------------------------------- |
| Krauss-Maffei Wegmann إيه تي أف دينغو |       | مركبة استطلاع                              | 220    | N/A   | Krauss-Maffei Wegmann, ألمانيا   | +132 options                                                    |
| Iveco LMV 4 × 4                       |       | Light Utility Vehicle                      | 960    | N/A   | إيفيكو, إيطاليا                  | lightly armoured utility vehicle replacing the Volkswagen Iltis |
| M-Gator                               |       | Light Utility Vehicle/مركبة لجميع التضاريس | N/A    | N/A   | جون دير (شركة), الولايات المتحدة | 6x4 light utility buggy for medical evacuation                  |
| جي سي بي                              | N/A   | Light Utility Vehicle/مركبة لجميع التضاريس | N/A    | N/A   | جي سي بي, المملكة المتحدة        | 4x4 light utility buggy for airborne units                      |
| بي إم دبليو R 1150 RT                 | N/A   | Military Police motorcycle                 | N/A    | N/A   | بي إم دبليو ألمانيا              | Military Police motorcycle                                      |
| يونيماج U1350L                        | N/A   | Light Utility Vehicle                      | N/A    | N/A   | يونيماج, ألمانيا                 |                                                                 |
| Volvo Trucks N10                      | N/A   | Medium Logistic Vehicle, Wheeled           | N/A    | N/A   | Volvo Trucks, السويد             | 10T 6x4 medium truck                                            |

- إيطاليا إيفيكو M250.45WM - المتوسطة 6X6 شاحنة 8T
- إسبانيا اورو فامتاك - 4X4 شاحنة خفيفة لإزالة التلوث NBC
- إيطاليا IVECO EUROCARGO - 7.5T شاحنة خفيفة 4X2
- ألمانيا مرسيدس بنز الناقل 814 - الشاحنات الخفيفة
- إيطاليا إيفيكو EUROTRAKKER MP410 E44H - 16T 8X4 شاحنة ثقيلة لنقل الحاويات
- السويد SCANIA T144 - نقل دبابات 6X4
- السويد SCANIA P124 CA - 6X4 نقل مصنع الثقيلة
- فرنسا رينو KERAX - 30T 8X4 سيارة الانتعاش الثقيلة
- الولايات المتحدة CATERPILLAR D6 - بلدوزر مجنزرة
- الولايات المتحدة حالة 9013 - حفارة مجنزرة
- ألمانيا LIEBHERR LITRONIC 912 - حفارة مجنزرة
- إيطاليا /  تايوان FIAT-HITACHI W170 - لودر بعجلات
- ألمانيا كروب AS35 - رفع رافعة بعجلات
- الولايات المتحدة غروف GMK3050 - بعجلات رافعة جميع التضاريس
- ألمانيا فولكس واجن Iltis

وبالإضافة إلى ذلك يتم استخدام عدد من سيارات الدفع الرباعي الأخرى الخفيفة.

#### المعدات الثقيلة السابق لأسلحة القوات البرية البلجيكية

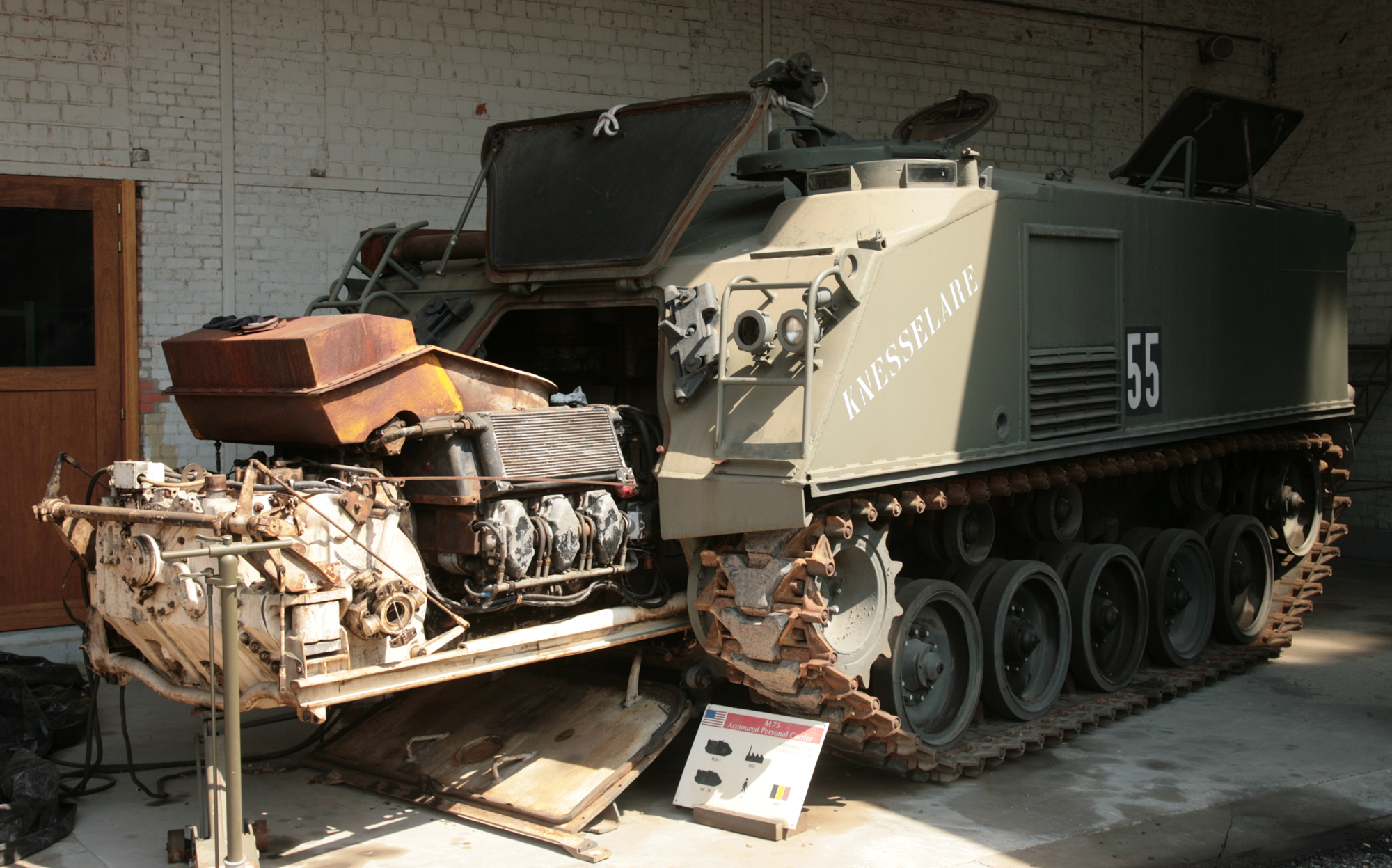
وAPC M75 في متحف الجيش بروكسل.

- بعد عام 1945 سنة، ومنظمة حلف شمال الأطلسي MAP: M4A4 شيرمان اليراع - M4 105MM - M24 تشافي - أنواع مختلفة من نصف الولايات المتحدة تتبع- - الأصلية كاتي صائد الدبابات،
- MAP - الناتو:
  - درع: M24 تشافي - M26 بيرشينغ - M46 باتون - M47 باتون - M41 وكر بلدغ - دبابة ليوبارد
  - AIFVs - ناقلات جند مدرعة: M75 (APC) - أيه أم أكس-13 - CVR (T) الأسرة - مركبة مشاة قتالية مدرعة - M113 ناقلة جند مدرعة بما في ذلك المتغيرات المتغيرات الأصلية
  - SP المدفعية: M7 كاهن - 155mm بندقية M41 النقل موتور - Jagdpanzerkanonne JPK - فلاكبانزر جيباد - M108 الهاون - M109 هاوتزر
  - أخرى: استعادة المركبة المدرعة M74 + ليوبارد Bergpanzer

## المستقبل
في 13 تشرين الأول 2009 أعلنت وزير الدفاع البلجيكي، دي Crem، إعادة تنظيم جديدة من القوات المسلحة البلجيكية. وفقا لخطط نشر يوم www.mil.be المنظمة الجديدة سوف تكون على النحو التالي:
- أركان مكون الأراضي
- لموظفي واء ميكانيكي
- أركان لواء الخفيفة
- 2 شبه فدائية كتائب (2 المغوار فوج فوج المظلي و3rd)
- المشاة الخفيفة 1 كتيبة (مشاة 12th/13th من فوج لاين)
- 4 كتائب ميكانيكية (مشاة من فوج Liberation/5th الخط، Carabiniers "الأمير بودوان '/ الغرناد فوج، آردين بنادق فوج، فوج 1st/3rd رماح)
- 1 عشتار المجموعة (الاستطلاع والاستخبارات) (1 فوج الخيالة بنادق)
- 1 مجموعة من القوات الخاصة (1 فوج المظلي)
- مجموعة المدفعية 1 (مدفعية الميدان والمدفعية للدفاع الجوي) (2 فوج المدفعية)
- مهندس الكتائب 2 (4 كتائب المهندس و11th)
- 3 كتائب اللوجستية (4، كتائب اللوجستية 18th و29)
- 3 مجموعات الاتصالات والمعلومات نظم (، 6 4، 10 الاتصالات والمجموعات معلومات)
- 1 المجموعة الشرطة العسكرية
- 1 DOVO
- مراقبة حركة 1 المجموعة
- 4 معسكرات الجيش (Beverlo، Elsenborn، Lagland، ماركي)
- تشكيل المدارس 2 (المناورة والمهندسين)
- مراكز التدريب 2 (المظليين والقوات الخاصة)

## وصلات خارجية
- Belgian Army website (in French)
- Belgian Army website (in Dutch)
- http://www.sfg.be - The Special Forces Group of the belgian army